# 사과 주스
사과 주스는 사과를 갈아 만든 음료이다.

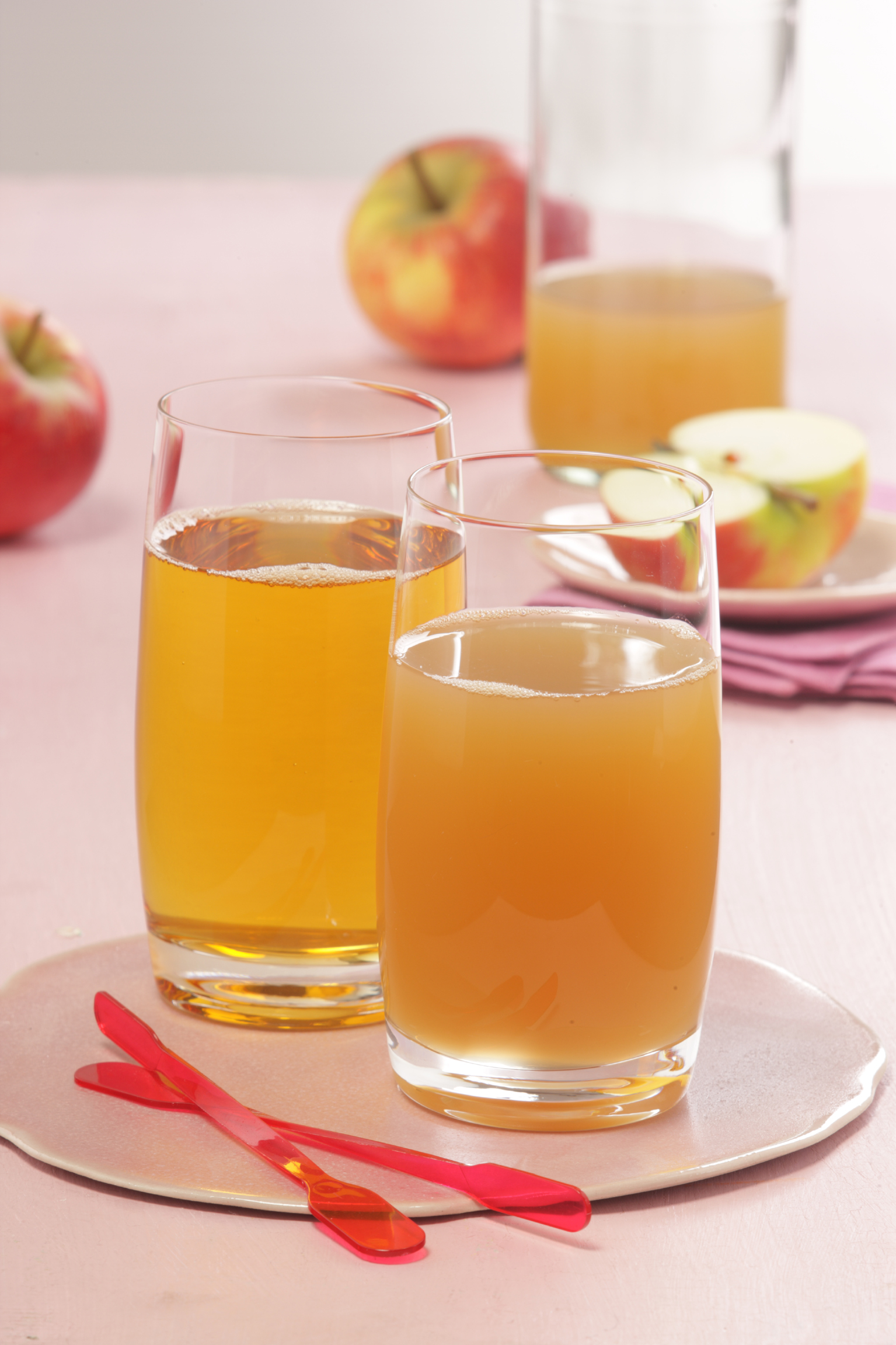
사과 세 알과 사과 주스.

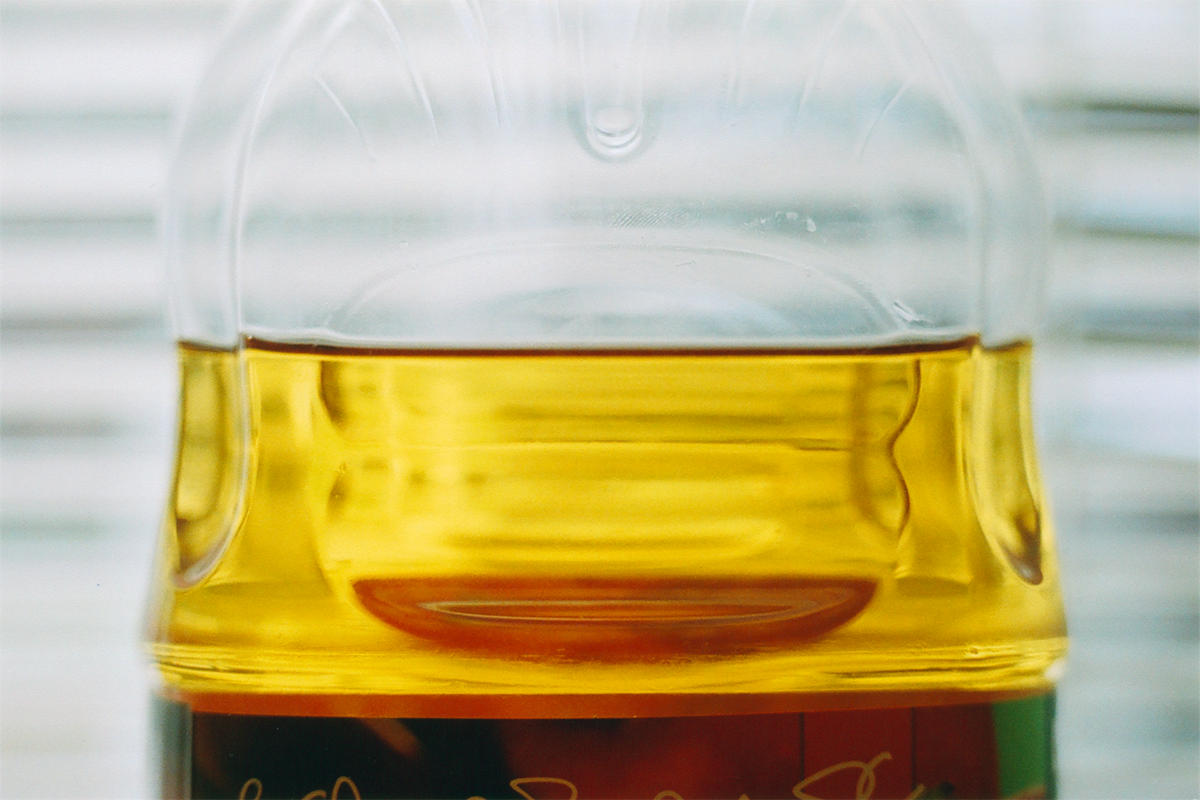
펙틴과 녹말이 제거된 사과 주스가 플라스틱 병에 담기어 있다.

사과 주스는 세계에서 가장 흔한 과일 주스 가운데 하나로, 미국, 독일, 폴란드, 중국이 대표적으로 가장 많이 만드는 나라들로 알려져 있다.

## 건강에 미치는 영향
영양 강화에 의해 비타민 C가 종종 추가되는데, 이는 내용물이 가변적이고 내용물 중 상당수가 가공 중 소실되기 때문이다. 다른 비타민 농도는 낮은 편이지만 사과 주스에는 건강한 뼈를 촉진시킬 수 있는 붕소를 포함한 다양한 미네랄 영양분이 함유되어 있다.

## 저온 살균
사과 주스가 산성(pH 농도 3.4)을 띄기 때문에 다른 수많은 주스에 비해 더 짧은 시간 동안, 더 낮은 온도로 저온 살균이 가능하다. 이 목적을 위해, 미국 식품의약국은 다음의 열 처리 시간과 온도를 권고하고 있다.
- 160 °F (71 °C) - 최소 6초 동안
- 165 °F (74 °C) - 최소 2.8 초 동안
- 170 °F (77 °C) - 최소 1.3 초 동안
- 175 °F (79 °C) - 최소 0.6 초 동안
- 180 °F (82 °C) - 최소 0.3 초 동안

## 같이 보기
- 주스 목록
- 말산